# Désiré Bastin
Désiré Bastin (Antuérpia, 4 de março de 1900 - 18 de abril de 1971) foi um futebolista belga que competiu nos Jogos Olímpicos de Verão de 1920. Ele ganhou a medalha de ouro como membro da Seleção Belga de Futebol.

## Ligações Externas
- Perfil[ligação inativa]